# Ikaruga Koemon
Pour les articles homonymes, voir Ikaruga (nom).
Ikaruga Koemon (鵤 幸右衛門, Ikaruga Kōemon), actif vers 1610, est un fabricant japonais de poupées de céramique connu pour être probablement le créateur des poupées Fushimi.

## Biographie
Aux alentours de la bataille de Sekigahara, en 1600, Ikaruga Koemon vivait dans le quartier Fukakusa (ja) de Kyoto, où il avait une certaine notoriété. Il possédait un atelier de fabrication de poupées et était surnommé le marionnettiste Koemon (人形屋 幸右衛門, Ningyō-ya Kōemon). Il y a créé les premières poupées Fushimi (伏見 人形, Fushimi ningyō), en séparant les deux côtés d'une poupée de céramique pour le modelage avant de la recoller. Certaines des poupées que l'on lui attribue datent de l'Ère Eiroku (entre 1558 et 1569). Il a aussi été pendant un certain temps serviteur de Gemba Hayashi, chef-serviteur de Ukita Hideie de la province de Bizen. Il rejoint Toyotomi Hideyori et son clan, mais meurt lors du siège d'Osaka en 1615.
Après sa mort, sa famille a continué de pratiquer le métier de fabricant. En 2001, c'était la sixième génération de fabricants de poupées Fushimi, avec le maître Tanka (丹嘉). Il existe même une pièce de théâtre Kabuki où des scènes sont jouées à l'atelier de Koemon.

## Œuvres
Liste non-exhaustive de ses poupées :